# 덴포 개혁
덴포 개혁(天保の改革)은 에도 시대의 덴포 연간(1830년 - 1843년)에 행해진 막정 개혁과 여러 번의 번정 개혁의 총칭이다. 교호 개혁, 간세이 개혁과 함께 에도 시대의 3대 개혁의 하나로 꼽힌다. 화폐 경제의 발달에 따라 쪼들린 막부 재정을 재건하기 위한 목적이었다. 또한 이 시기에는 여러 번에서도 번정 개혁이 이루어졌다.

## 개요

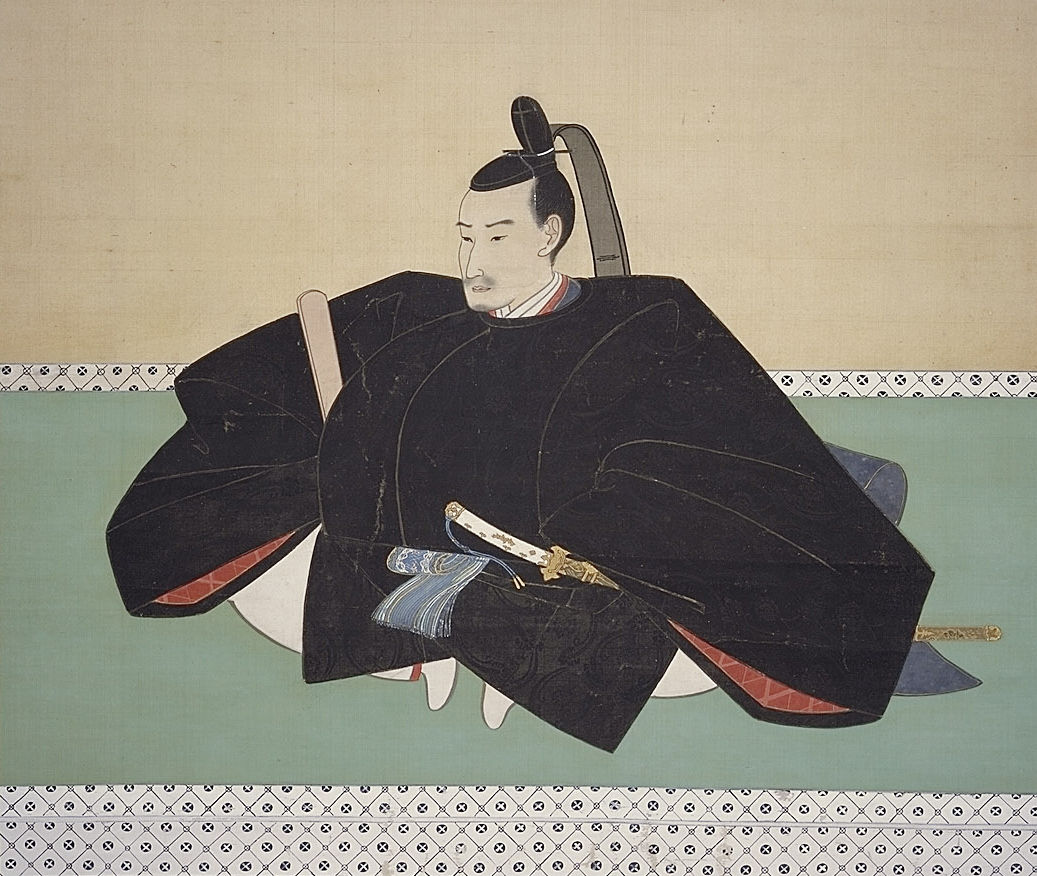
미즈노 다다쿠니

덴포 연간에는 전국적인 흉작에 따른 쌀값, 물가 상승과 덴포 대기근, 백성들의 봉기와 도시의 하층민 유입에 의한 격돌이 벌어지고 있었다. 1836년(덴포 7년)에는 가이국에서 덴포 소동이나 미카와 카모의 봉기가 일어났고, 다음 해 덴포 8년에는 오사카에서 오시오헤이 하치로의 난 등의 국내 사정과 더불어 아편 전쟁과 모리슨 호 사건 등 대외적 사건을 포함하여 막부 정치를 뒤흔드는 큰 사건이 연이어 발생했다.
1837년(덴포 8년) 쇼군 도쿠가와 이에나리는 니시마루(西丸)에서 물러나 퇴진하였고 도쿠가와 이에요시가 쇼군이 된다. 노중 수좌였던 미즈노 다다쿠니는 덴포 9년 농촌 부흥을 목적으로 한 인반령과 사치 금지를 자문하고 있지만, 오쿠야 와카도시요리의 하야시 다다후사, 미즈노 다다아츠, 미노베 모치나루 등의 니시마루 파(이에나리의 총신들)에 의한 반대에 부딪쳤고, 미토번주 도쿠가와 나리아키에 의한 후원도 얻었지만 막부 정치 개혁은 저항을 받고 있었다.
1841년에 오고쇼 이에나리가 사망하고 미즈노 다다쿠니는 미즈노 다다아쓰, 니노베 등 니시마루 파와 측근들에 대한 숙청을 단행해 인재를 쇄신하고 중농주의를 기본으로 한 덴포 개혁을 시작했다. 같은 해 5월 15일에 쇼군 도쿠가와 이에요시는 교호, 간세이 개혁의 취지에 근거하여 막부 정치 개혁의 어명을 전했다. 미즈노는 막부 곳곳에 기강확립과 사치 금지를 명령했다. 개혁은 에도 정봉행인 도야마 가게모토, 야베 사다노리를 통해 에도 시중에도 포고했고, 화려한 제례와 호화, 사치는 모두 금지시켰다. 또한, 오오쿠(내명부)에 대해 아네노 코지 등 몇몇의 오오쿠들의 저항을 받아 개혁의 대상에서 제외되었다.
도야마, 야베 두 사람은 엄격한 통제에 반발해 상신서를 제출하여 검토를 거의했지만, 미즈노는 사치 금지를 철저히 했고, 같은 해 야베가 실각하면서 후임 정봉행에는 다다쿠니의 심복 감독관 도리이 요조가 부임한다. 도리이는 물가 상승을 진정시키기 위해, 도매상 무리의 해산이나 매장 소매가격 통제와 공정 임금을 정했고, 몰락한 하타모토와 하급 장교를 위한 저리 대출과 누적 대출금의 상환 면제, 화폐 개주를 실시했다. 이러한 일련의 정책은 유통 경제의 혼란을 초래하여 불황을 만연하게 했다.
덴포 개혁은 이러한 실패를 겪었지만, 미즈노는 대관 출신의 계산 방법을 등용한 막부 재정 기반의 확립에 착수했으며, 덴포 14년에는 인반령(人返令)이 실시되었고, 새로운 토지 개발, 수운 항로의 개발을 목적으로 한 시모사 국의 인바 늪 개척이나 막부 법령 개혁, 상지령을 시작한다. 인바 늪 개발은 개혁 이전부터 조사가 이루어지고 있었으며 쇼나이번이나 니시마루 파의 몰락한 하야시 다다후사가 번주였던 조자이번 등 네 번주에 대해서 어수전 공사를 명하고 도리이 계정 봉행으로 참여하여 개척 사업이 시작된다. 또한 막부 직할령에 대해 동일한 기준으로 검지를 실시하여 상지령을 실시하고 막부령의 일원 지배를 목표로 했다.
상지령의 실시는 다이묘, 하타모토와 영지민 모두에게서 강한 반대에 부딪쳤고 노중 도이 도시쓰라와 기슈 도쿠가와의 반대 의견이 터져 나왔기 때문에 중단되었고 덴포 14년 윤9월 14일 미즈노의 로주직이 파면되어 실각하면서 여러 개혁은 중단되었다.
덴포 개혁에 앞서 사쓰마번과 조슈번 등의 서국 웅번과 미토번 등을 중심으로 번정 개혁을 중심으로 한 번정 개혁이 실시된 결과, 여러 번이 자율적인 재정을 운영하기에 이르렀으며 덴포 개혁의 상지령 등은 막부와 여러 번의 경제 사이에 대립을 낳은 것도 지적된다.

## 인사 혁신
오고쇼 시대에는 막부의 풍기가 문란하여 뇌물이 횡행했다. 퇴폐한 이에나리 시대의 막부 고관들은 다음과 같았다.
- 미즈노 다다아츠 (어측면어용개) - 면직 5,000석 몰수 후, 하타모토 요리아아세키(역할 없음)에 좌천
- 하야시 다다후사 (와카 도시요리) - 면직 8,000석 몰수 후, 伺候席에 좌천
- 미노베 모치나루 (小納戸행장) - 면직 3,000석 몰수 후, 甲府勤番에 좌천
- 다구치 요시유키(간조 부교) - 면직 2,000석 몰수 후, 小普請組 (역할 없음)에 좌천
- 나카노 기요시게(元新御番組頭) - 등성 금지, 저택 몰수

등을 비롯해 대부분이 처분을 받았다. 그 총계는 처음 나온 하타모토 68명, 하급 장교 894명이었다.
그리고 대신에 다음의 인물을 등용했다.
- 사나다 유키쓰라 (真田幸貫, 로주 마쓰시로번주)
- 호리 치카시게 (堀 親寚, 側用人*비서관)
- 엔도 다네노리 (遠藤胤統, 미카미 번주)
- 혼조 미치쓰라 (本庄道貫, 도카도미 번주)
- 혼다 다다노리 (本多忠徳, 이즈미번주)
- 도야마 가게모토 (遠山景元, 기타마치 부교)
- 야베 사다노리 (矢部定謙, 미나미마치 부교)
- 岡本正成（勘定奉行）
- 跡部良弼（勘定奉行） ※水野忠邦の実弟
- 川路聖謨（小普請奉行）
- 도리이 요조 (鳥居耀蔵. 目付）
- 江川英龍（韮山代官）
- 시부카와 히로나오（渋川敬直, 天文方見習兼御書物奉行）
- 後藤光亨（金座御金改役）
- 高島秋帆（砲術方与力）

## 기강 확립
검약령을 시행하고 풍속 단속을 실시해 연극장의 에도 교외(아사쿠사) 이전, 요세(寄席) 폐쇄 등 서민의 오락에 제한을 가했다. 가부키 배우였던 7대 이치카와 단주로, 닌조본(人情本) 작가 다메나가 슈스이와 류테이 다네히코도 처벌을 받았다.
요세(寄席)에 대한 규제는 같은 해 2월에 실시되었고, 도시나 사찰 경내, 새 유곽 등 200개 이상의 요세가 존재하고 있었지만 일부 오래 전부터 존재했던 요세를 제외하고 대부분 규제를 받고 폐업했다. 또한, 새 유곽 6개소에 대해서는 모두 면제를 했다. 면제된 요세도 공연을 신도 야담과 심학 등 오락 이외의 것에 한정하는 등의 규제를 받으며 요세는 쇠퇴해 가지만 미즈노의 실각 이후에는 되살아 났다.
특히 가부키에 대해 이치카와 단주로의 에도 추방, 배우 생활의 통제(평민과의 교제 금지, 거주지 제한, 온천, 참배 등의 명목으로 여행 금지, 외출 시 망립 착용 강제), 흥행 지역 제한(에도, 오사카, 교토 만) 등 가혹한 탄압이 추가되었다. 이전 에도의 번화가에 있던 에도 3좌(나카무라 좌, 이치무라 좌, 모리타 좌)를, 1841년(덴포 12년)의 나카무라 좌의 소실을 계기로 재건축을 금지하고 교외였던 아사쿠사의 일각인 사루와카초로 이전되었다. 가부키의 폐기까지 고려했었지만, 거기까지 이르지 못한 것은 기타마치 봉행, 도야마 가게모토의 진언에 의한 것으로 알려져 있다. 가부키 극장이 도시로 돌아온 것은 1872년(메이지 5년) 이후가 되어서였다.

## 군제 개혁
아편 전쟁에서 청나라가 영국에게 패배함으로써 종래까지의 외국 선박에 대한 타격령을 다시 신수급여령(薪水給与令)으로 발령하고 연료, 식량 지원을 실시하여 유연한 노선으로 전환했다. 한편으로는 에가와 히데타쓰, 다카시마 슈한으로 하여금 서양식 포술을 도입하게 하여 현대식 군비를 정돈시켰다.

## 경제 정책

### 인반령
막부에 수익의 기본은 농촌에서 납부하는 연공(연간 공납)이었지만, 당시는 화폐 경제의 발달로 농촌에서 도시로 인구가 이동하면서 연공이 감소했다. 따라서, 에도에 머물고 있던 농촌 출신 사람들을 강제로 귀향시켜 안정적인 수입원을 확보하려고 했다.

### 도매상 카르텔의 해산
상승하는 물가를 안정시키기 위해 도매상 카르텔 카부나카마(株仲間)를 해산시켜 경제의 자유화를 촉진하려고 했다. 그러나 카부나카마가 중심이 되어 구성한 유통 체계가 어지러워지며 오히려 경기의 저하를 초래했다. 또한, 이때 카부나카마의 해산을 충고했던 야베 사다노리가 억울한 죄를 뒤집어쓰고 죽음을 당했다.

### 상지령
상지령(上知令)을 내고 에도와 오사카 주변의 다이묘, 하타모토의 영지를 막부 직할지로 지방에 분산되어 있던 직할지를 집중시키려고 했다. 이에 따라 막부의 행정기구를 강화하는 한편, 에도, 오사카 주변의 치안 유지를 도모하고자 했다. 다이묘와 하타모토가 크게 반대했기 때문에 상지령은 실시되지도 못하고 끝났다.
이것이 제3대 쇼군 도쿠가와 이에미쓰가 무단 정치를 하던 세상이었다면 통용되었을 것이라고 야유를 받았고, 쇼군 도쿠가와 이에요시로부터 철회를 선고받을 정도로 평이 나빴고, 또한 도리이가 반대파로 돌아서면서 1843년(덴포 14년)에 미즈노가 퇴진하는 계기가 되었다. 개혁의 비장의 카드가 될 뻔 했던 상지령은 오히려 개혁 자체를 부정하게 되었다.

### 금리 정책
상대제령(相対済令)의 공포와 함께 일반 대출 금리를 연 15%에서 12%로 낮췄다. 그리고 거간꾼에 대해 하타모토, 고케닌(하급 관리)의 미결제 채권을 모두 무이자로 원금 상환을 20년에 걸쳐 무이자 연부 상환령을 반포하여, 무사뿐만 아니라 민중의 구제에도 나섰다. 그러나 신용 경색이 발생하여 오히려 빌린 사람만 괴롭힌 결과를 가져왔다.

### 화폐 개주
또한 화폐 발행 이익을 얻기 위해 화폐를 다시 발행했다. 화폐 주조세를 목적으로 한 개주는 에도 시대의 많은 시기에 진행되었다. 이를 통해 약한 인플레이션이 발생하여 경기 악화를 가져왔었지만, 덴포 개혁에서는 이전과는 달리 맹렬한 기세로 개주를 실시했기 때문에 높은 인플레이션을 초래했다.

## 평가
덴포 개혁이 진행된 시기에는 이미 막부의 권위가 저하되고 있었고 그 밖에도 재정뿐만 아니라 행정적 문제점도 많았다. 때문에 오오쿠의 개혁 방해도 결과적으로 개혁이 복잡하게 되어 사회 혼란을 일으켰고, 결국 실패로 돌아갔다. 또한 미즈노 실각 이후 도매상 카르텔이 재건되어 막부 권력이 상업 자본 앞에서 정책을 관철하지 못했다는 나쁜 선례를 남긴 결과를 가져와 막부의 쇠퇴를 촉진했다는 주장이 있다.
반면 같은 시기에 조슈번과 사쓰마번은 각각 국정에 맞는 개혁을 단행했다. 그 성과에 따라 번의 재정은 개선되었고, 막부 말기에는 웅번이라고 불릴 정도의 힘을 얻을 수 있었다. 다만, 다른 여러 번의 경우에 비해 행정 구역이 작아 과제가 적었고 그만큼 경제, 재정적 문제에 집중할 수 있었던 측면도 있었다.

## 참고 자료
- 일본사 제22회 막부개혁의 전개 ~3대 개혁を見直す~ - NHK 고교강좌
- 大口勇次郎「天保の改革と水野忠邦」朝日百科『일본의 역사9 近世から近代へ』
- 篠原総一「経済を通して学ぶ歴史 ~ 에도시대의 경제정책 ~ 」経済教育ネットワーク
- 飯田泰之・春日太一『エドノミクス 歴史と時代劇で今を知る』扶桑社, ISBN 978-4-594-07052-6